# Cyril Despres

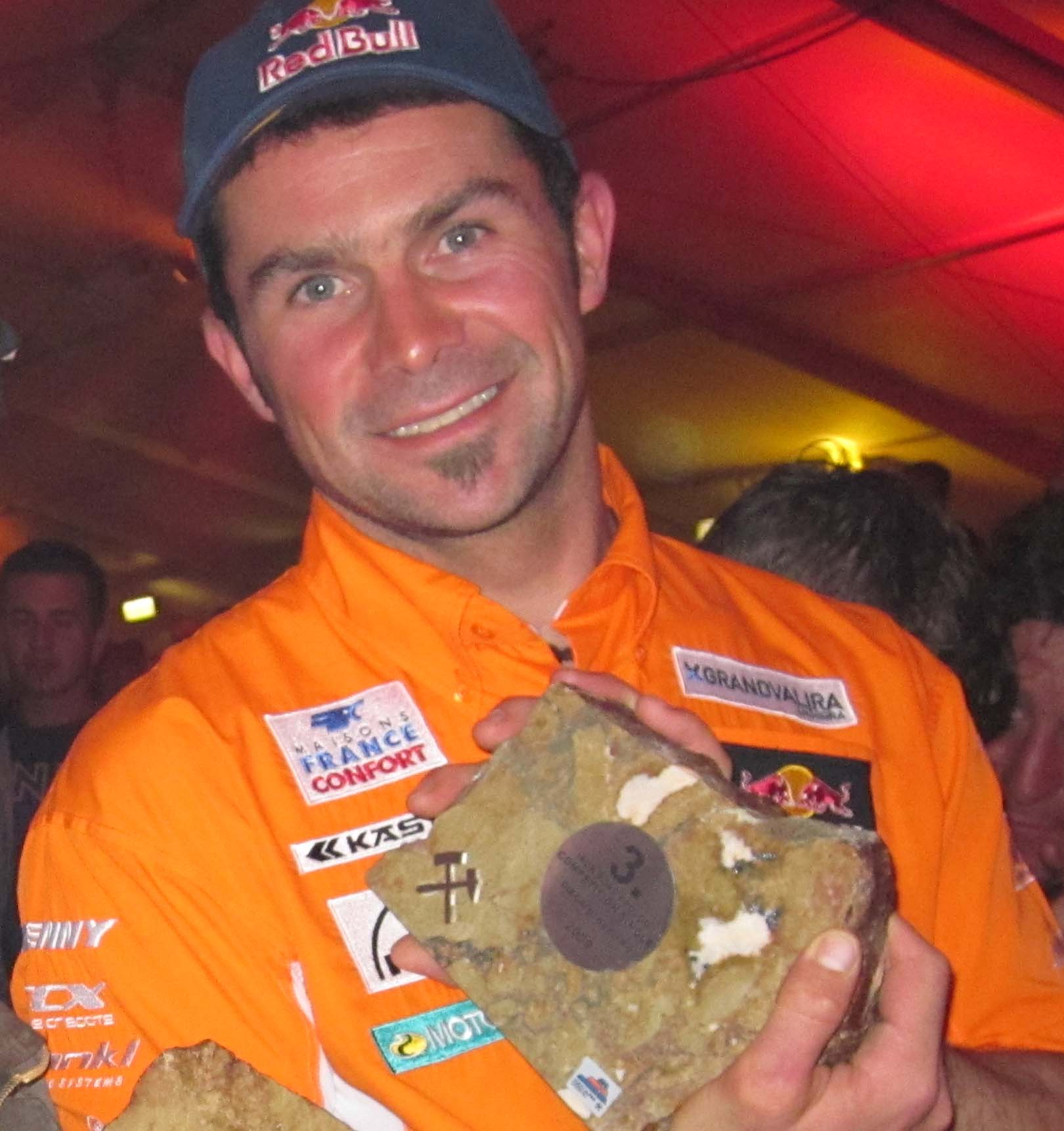
Despres in 2009

Cyril Despres (24 januari 1974) is een Franse motorcoureur.
Despres is vooral bekend van zijn optredens in de rally Parijs-Dakar. Zijn eerste Dakar-rally reed hij in 2000 en eindigde hij al verdienstelijk op een 16e plaats in het algemeen klassement. In datzelfde jaar werd hij winnaar van de Orpi Maroc Rally en werd hij zowel in de Rally van Tunesië als de UAE Desert Challenge derde.
Een jaar later in 2001 deed hij wederom mee met Parijs-Dakar. Ditmaal eindigde hij op de 12e plaats en wist hij één etappe overwinning te boeken. Hij wist in dat jaar tevens de UAE Desert Challenge te winnen en hij werd wereldkampioen Enduro racen met zijn clubteam.
In 2002 besloot hij een jaar niet deel te nemen aan Parijs-Dakar, maar gaf hij de voorkeur aan andere sportwedstrijden en met succes. Zo verdedigde hij zijn titel in de UAE Desert Challenge en werd hij winnaar van nog eens drie minder aansprekende rally's door het zand.
2003 was een succesvol jaar voor Despres. Wederom deed hij niet mee met Parijs-Dakar, maar wist hij wel de nodige ervaring op te doen en won hij evenals de jaren ervoor diverse prijzen. Voor de derde maal in zijn carrière en tevens voor de derde maal op rij wist hij de UAE Desert Challenge te winnen. Verder won hij nog vijf andere zandrally's en behaalde hij in twee andere rally's de tweede plaats.
Een minder succesvol jaar in de carrière van Despres was 2004. Toch wist hij in dit jaar de Rally van Tunesië te winnen en kwam hij eveneens als eerste over de streep bij de Red Bull Romaniacs in Roemenië. Tot andere aansprekende prestaties kwam hij in 2004 echter niet.
Zijn rentree in Parijs-Dakar maakte hij in 2005. Hij had inmiddels zoveel ervaring opgedaan dat hij zichzelf behoorlijke kansen toe-eigende. Zijn visie bleek de waarheid te worden toen hij gedurende twee etappes de overwinning wist te pakken. Ook in de overige etappes draaide hij erg goed mee en kwam zodoende aan de leiding in het klassement te staan. Hij stond in het vervolg van de race die koppositie niet meer af en werd zo de winnaar van Parijs-Dakar bij de motorcoureurs van 2005.
Hij wist in 2005 eveneens zijn titels in de Rally van Tunesië en de Red Bull Romaniacs te verdedigen.